# Buskea minutiporosa
Buskea minutiporosa är en mossdjursart som först beskrevs av Canu och Bassler 1928.  Buskea minutiporosa ingår i släktet Buskea och familjen Celleporidae.
Artens utbredningsområde är Mexikanska golfen. Inga underarter finns listade i Catalogue of Life.